# Le Grand-Saconnex
Grand-Saconnex é uma comuna suíça do cantão de Genebra. 

## Situação
Grand-Saconnex com uma superfície de 4,38 km2 tem uma ocupação habitacional de 83,8%. Situada às portas do País de Gex, na França, e uma das saídas principais para esse país, sendo a outra a fronteira de Meyrin .
O Grand-Saconnex está rodeado pelas comunas de Bellevue e Pregny-Chambésy a Norte e a Este, Genebra a Sul e Meyrin a Oeste.

## História
Tal como havia acontecido com Pregny-Chambésy, também Grand-Saconnex às portas de Genebra e do País de Gex estava sujeito aos vai-e-vem dessas duas potências. Assim, e como todo o País de Gex foi conquistado pelos Senhores de Berna em 1536 e depois dado à França pelo Tratado de Lyon em 1601. O Tratado de Paris (1815) junta-a à Suíça. Desde a Idade Média era uma zona agrícola que só a partir século XVIII se começou a  diversificar com a relojoaria, mas mantém-se fundamentalmente agrícola até 1960.

## Economia
O Grand-Saconnex tem um desenvolvimento importante em 1922 coma a construção do Aeroporto de Genebra. Nessa altura tinha três voos principais que eram ; Genebra-Lausanne-Paris, Genebra-Lyon e Genebra-Zurique-Munique-Nuremberga. Em 1940 é feita uma troca de terrenos entra a Suíça e a França que permitiu a extensão do aeroporto de 405 a 1 065 m para permitir a ligação  Genebra-Nova Iorque-Genebra com os DC-4 da Swissair a partir de 1947 .
Outro grande impulso, foi o da passagem do Plainpalais para o Grand-Saconnex daquele que se chamava então o Palácio das Exposições, hoje o Palexpo acessível do aeroporto por uma passarela que passe sobre a auto-estrada A1. É aí que, entre outros acontecimentos, tem lugar anualmente o Salão Internacional do Automóvel de Genebra   , o Salão das Invenções de Genebra ou o Concurso Hípico Internacional .

## Transportes
Além da aeroporto, a  Autoestrada A1 (Suíça) (Este-Oeste) parte de Genebra para Lausana em direcção de São Gall para entrar na Áustria, e que para Sul se liga com as  Autoestrada A40 (França) (Mâcon - Chamonix), e pelo Túnel do Monte Branco com a Itália.
Actualmente no sobre-solo do aeroporto encontra-se a Estação de Genebra-Aeroporto que passando pela Estação de Genebra-Cornavin tem linhas regionais, inter-regionais e internacionais.

## Imagens

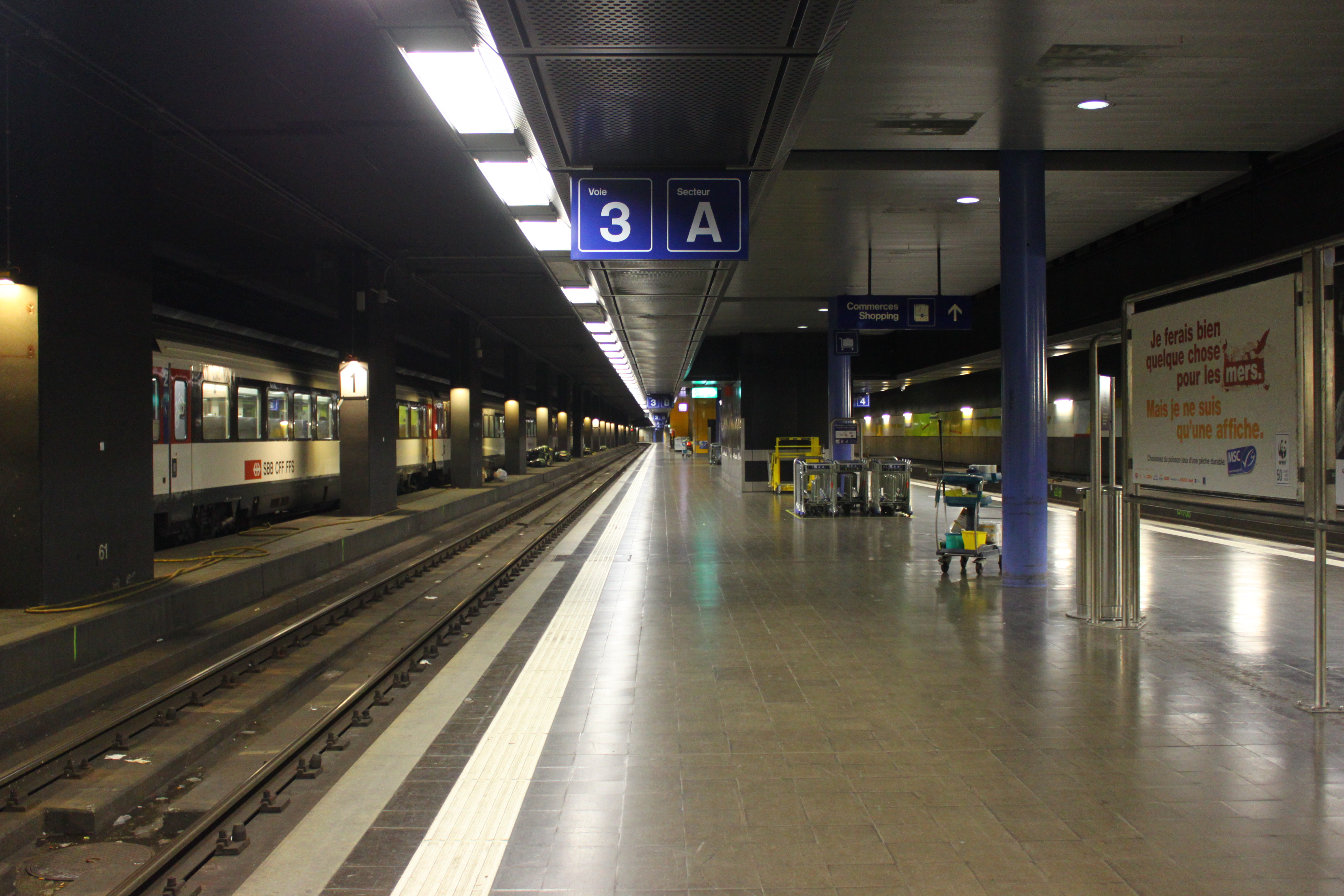
Estação subterrânea do aeroporto
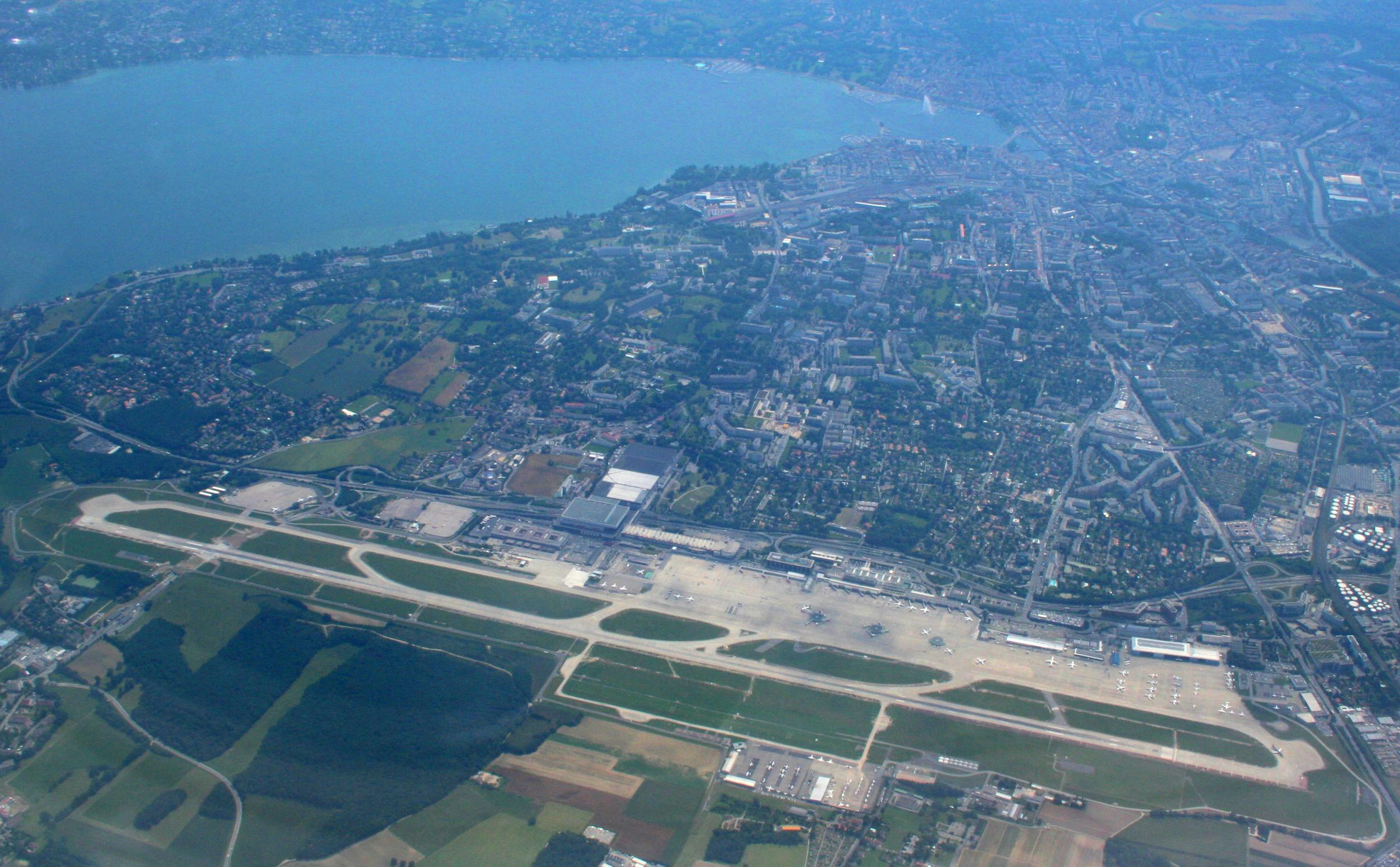
Aeroporto, Grand-Saconnex, o lago e Genebra